# Renata Sosin
Renata Sosin, po mężu Hajto (ur. 15 marca 1968 w Krakowie) – polska lekkoatletka, specjalizująca się w biegu na 400 metrów, mistrzyni i reprezentantka Polski.

## Kariera sportowa
Była zawodniczką Hutnika Kraków.
Na mistrzostwach Polski seniorek na otwartym stadionie zdobyła siedem medali, w tym jeden złoty - w biegu na 400 metrów (1990), jeden srebrny - w biegu na 400 metrów (1991) oraz pięć brązowych - w biegu na 400 metrów (1988, 1992), w sztafecie 4 x 100 m (1989) oraz w sztafecie 4 x 400 m (1989, 1993).
Na halowych mistrzostwach Polski seniorek wywalczyła cztery medale w biegu na 400 metrów, w tym trzy złote (1989, 1990, 1991) i jeden srebrny (1988).
Reprezentowała Polskę w finale A zawodów o Puchar Europy w 1989 (5. miejsce w sztafecie 4 x 400 m, z wynikiem 3:30,76) i 1991 (7. miejsce w sztafecie 4 x 400 m, z wynikiem 3:33,65).
Jej mężem jest piłkarz Tomasz Hajto.
Rekordy życiowe:
- 200 m: 24,13 (8.07.1990)
- 400 m: 52,89 (30.06.1990)
- 800 m: 2:06,04 (28.08.1988)
- 400 m ppł: 59,43 (14.06.1990)